# Malîi Karabciiv, Dunaiivți
Malîi Karabciiv (în ucraineană Малий Карабчіїв) este o comună în raionul Dunaiivți, regiunea Hmelnîțkîi, Ucraina, formată numai din satul de reședință.

## Demografie
Componența lingvistică a comunei Malîi Karabciiv
     Ucraineană (99,2%)
     Alte limbi (0,6%)
Conform recensământului din 2001, majoritatea populației comunei Malîi Karabciiv era vorbitoare de ucraineană (99,2%), existând în minoritate și vorbitori de alte limbi.